# کونی فن بنتوم
کونی فن بنتوم (به انگلیسی: Conny van Bentum) (زادهٔ ۱۲ اوت ۱۹۶۵) شناگر اهل هلند است.